# اچیلس (کانزاس)
اچیلس، کانساس (به انگلیسی: Achilles, Kansas) یک سکونتگاه مسکونی در ایالات متحده آمریکا است که در شهرستان راولینز، کانزاس واقع شده‌است.

## خصوصیات
اچیلس ۱۳۲٫۵ کیلومترمربع مساحت و ۸۳ نفر جمعیت دارد و ۸۵۷ متر بالاتر از سطح دریا واقع شده‌است.